# Rheinbote (Zeitung)
Der Rhein-Bote war das größere der beiden Düsseldorfer Anzeigenblätter.
Er hatte eine ADA-geprüfte Auflage von etwa 296.800 Stück und wurde wöchentlich gratis an Düsseldorfer Haushalte und Geschäfte verteilt.
Der Rhein-Bote hatte einen redaktionellen Teil von durchschnittlich 20 bis 24 Seiten, in dem über Lokalereignisse (Lokalpolitik, Kultur, Szene, lokaler Sport, Stadtteilveranstaltungen u. ä.) berichtet wurde sowie einen Veranstaltungskalender. Zudem wurden Kleinanzeigen und Werbung veröffentlicht. Herausgegeben wurde der Rhein-Bote von der Funke-Mediengruppe.
Während der Düsseldorfer Anzeiger neben den zentralen Stadtteilen vor allem im Osten und Süden der Stadt verteilt wird, wurde der Rhein-Bote im gesamten Stadtgebiet gleichermaßen verteilt.
Ein Sprecher der Funke-Mediengruppe bestätigte im Mai 2019 gegenüber dem Düsseldorfer Online-Magazin report-D, dass die Print-Ausgabe des Rhein-Bote nach rund 30 Jahren im Juni 2019 eingestellt wird.